# Jagdgeschwader 113
Das Jagdgeschwader 113 war ein Verband der Luftwaffe der Wehrmacht im Zweiten Weltkrieg.

## Geschichte
Die I. Gruppe des Jagdgeschwaders 113 wurde als Ausbildungseinheit am 15. Juli 1944 in Laupheim (Lage) aus der III. Gruppe des Zerstörergeschwaders 101 aufgestellt. Ein Geschwaderstab oder weitere Gruppen bestanden nicht. Am 15. Oktober 1944 wurde die I. Gruppe in die II. Gruppe des Jagdgeschwaders 106 umbenannt. Damit hatte das Geschwader aufgehört zu bestehen.